# El viaje de Nisha
El viaje de Nisha (en noruego: Hva vil folk si; en inglés: What Will People Say) es una película dramática de 2017 escrita y dirigida por Iram Haq. La cinta ha sido coproducida en Noruega, Suecia y Alemania. Fue rodada en escenarios de la India, especialmente en el estado de Rayastán, por imposibilidad de hacerlo en Pakistán.
La película se presentó en Festival Internacional de Cine de Toronto de 2017, celebrado en la ciudad canadiense el 9 de septiembre de 2017.

## Sinopsis
Nisha tiene 16 años y es la segunda de tres hermanos de una familia pakistaní integrada desde hace años en Noruega. Una noche, un amigo sube en secreto hasta su habitación, pero su padre los descubre, golpeándolos con violencia. La trifulca acaba en los servicios sociales, que la acogen unos días. Mientras tanto, la familia planea un viaje para reeducar a Nisha.

## Crítica social
La cinta nos coloca ante dos mundos antitéticos, una Noruega que no es entendida por los inmigrantes y un Pakistán que ha quedado lejos por su pobreza y sus tradiciones. 

Este episodio se aprovecha además por parte de la directora para realizar una crítica política bastante dura a la situación del país y sus instituciones. No hay un juicio a sus tradiciones o sus costumbres como tales, pero sí está señalando constantemente la falta de capacidad de adaptación de quienes han dejado atrás su país por las posibilidades que les brinda el que les acoge. Una situación paradójica en la que se resisten a superar e imponen su restrictiva visión del mundo a los que si ven multitud de posibilidades para buscar su sitio y su propia identidad.
Ramón Rey.

## Datos técnicos
- Título : El viaje de Nisha
- Título original : Hva vil folk si
- Dirección : Iram Haq
- Guion : Iram Haq
- Fotografía : Nadim Carlsen
- Montaje : Janus Billeskov Jansen y Anne Østerud
- Vestuario : Rohit Chaturvedi y Ida Toft
- Decorados :
- Música : Lorenz Dangel y Martin Pedersen
- Productor : Maria Ekerhovd
  - Coproductor : Tomas Eskilsson, Lizette Jonjic, Katarina Krave y Karsten Stöter
  - Productor asociado : Tom Dercourt, Madeleine Ekman, Sophie Erbs, Achin Jain, Eva Jakobsen, Mikkel Jersin, Guneet Monga y Katrin Pors
  - Productor delegado : Axel Helgeland
  - Productor ejecutivo : Ragna Nordhus Midtgard
- Producción : Mer Film, Rohfilm Factory GmbH et Zentropa Sweden
- Distribución : ARP Sélection
- País de origen :  Alemania,  Noruega y  Suecia
- Género : Drama
- Duración : 107 minutos
- Fechas de estreno :
  -  Canadá : 9 de septiembre de 2017 (Toronto)
  -  Noruega : 6 de octubre de 2017
  -  Alemania : 
    - 7 de octubre de 2017 (Hambourg)
    - 10 de mayo de 2018 (en salles)

  -  Suecia :
    - 28 de enero de 2018 (Göteborg)
    - 9 de marzo de 2018 (en salas)

  -  Francia : 6 de junio de 2018

## Reparto
- Maria Mozhdah : Nisha
- Adil Hussain : Mirza
- Ekavali Khanna : Madre Najma
- Rohit Saraf : Amir
- Ali Erfan : Asif
- Sheeba Chaddha : Tía
- Jannat Zubair Rahmani : Salima
- Lalit Parimoo : Tío